# Ісмагілов Вадим Наільйович
Вадим Наільйович Ісмагілов  (рос. Вадим Наильевич Исмагилов; нар. Челябінськ, РРФСР — 4 січня 2024, Саки, АР Крим, Україна)  — російський офіцер, полковник. Убитий в ході російського вторгнення в Україну.

## Біографія
Ісмагілов є випускником Челябінського вищого військового автомобільного командно-інженерного училища, яке він закінчив у 2003 році.
Служив командиром 3-го радіотехнічного полку 31-ї дивізії ППО 4-ї армії ВПС і ППО (в/ч 85683) у званні полковника.
15 лютого 2023 року він отримав нагородний годинник від голови окупаційної адміністрації Криму.
Загинув 4 січня 2024 року у м. Саки (АР Крим) внаслідок ракетної атаки України військового аеродрому цього міста.

## Нагороди[4]
- Медаль «За бойові заслуги»
- Медаль «За військову доблесть» 2-го ступеня
- Медаль «За відзнаку у військовій службі» 3-го, 2-го і 1-го ступеня (20 років)
- Медаль «Учаснику військової операції в Сирії»
- Медаль «За участь у військовому параді в День Перемоги»
- Нагородний годинник від так званого «голови Криму» Сергія Аксьонова (15 лютого 2023)